# Pierre Dugua de Mons

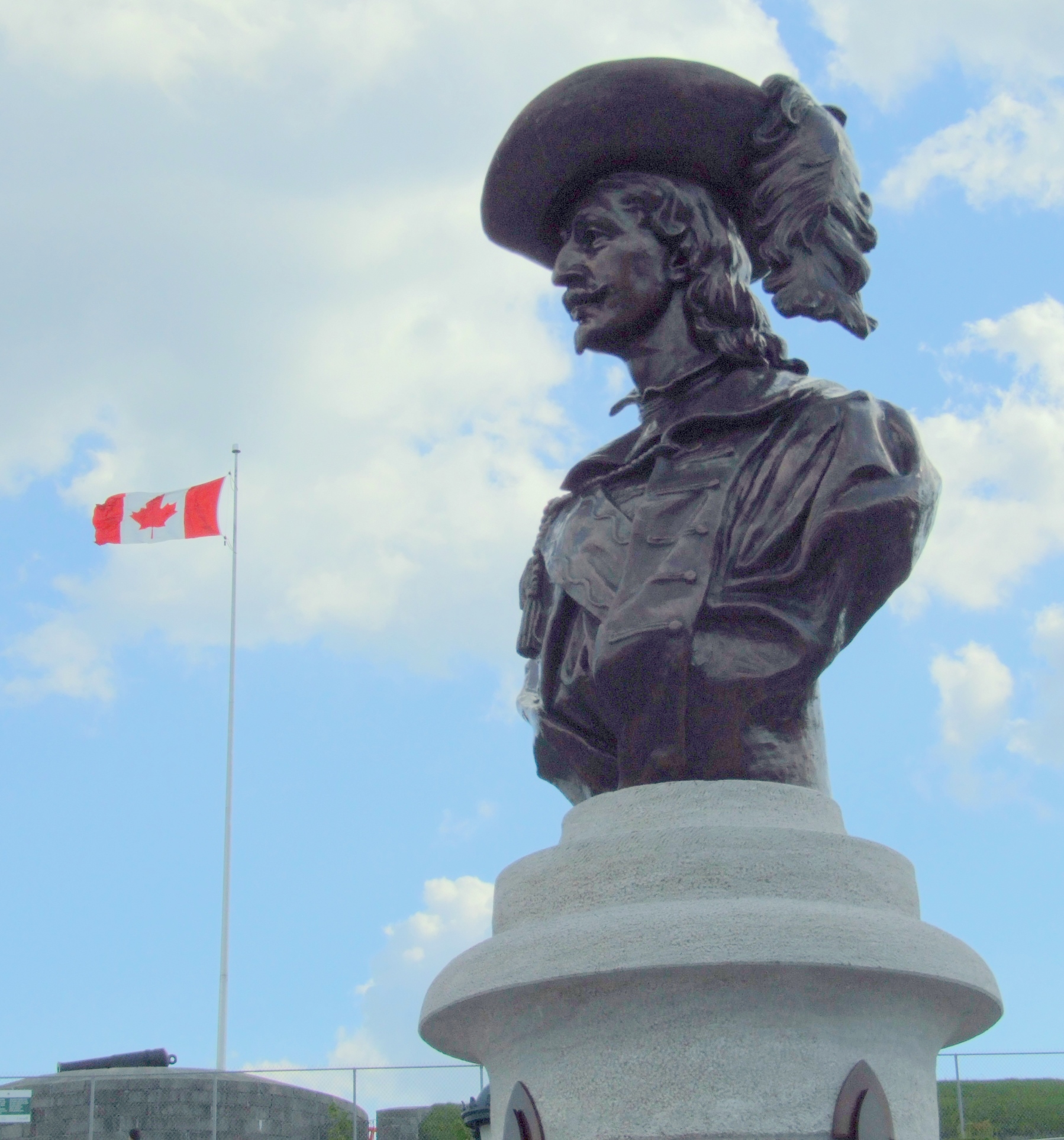
Busto de Pierre Dugua de Mons en Quebec, erigido el 3 de julio de 2007, copia exacta del instalado en Annapolis hacia 1904.

Expediciones y asentamientos de Pierre Du Gua y Champlain en Acadia.

Pierre Dugua de Mons, a veces Du Gua de Monts (Château de Mons, Royan, ca. 1560 - castillo en las Ardenas, en Fléac-sur-Seugne, cerca de Pons, 1628), fue un comerciante, colonizador y explorador francés que,  junto con Pierre de Chauvin de Tonnetuit, estableció en 1599 el fort Tadoussac, el primer asentamiento francés permanente en Norteamérica, en la Nueva Francia.

## Infancia
Pierre Dugua de Mons pocedía de una antigua familia noble de Saintonge. Su fecha de nacimiento es desconocida, pero probablemente fue entre 1540 y 1563. Su padre se llamaba Guy Dugua y su madre, Claire Goumard.
La infancia de Pierre Dugua estuvo marcada por las guerras de religión, en las que tomará parte más tarde al lado del rey protestante Enrique de Navarra, el futuro rey católico Enrique IV de Francia. Aunque adquirió las ideas de la religión reformada, Dugua de Mons se casó con una católica, Judith Chesnel, perteneciente a una familia noble del señorío de Meux, cerca de Jonzac. No tuvieron hijos.

## Expediciones a Norteamérica
En 1599, Pierre Dugua de Mons vendió a su vecino, François Videgrain, sieur de Belmont, casi todas las tierras que poseía en el marquesado de Royan y sus alrededores e invirtió todo en empresas aparentemente comerciales, pero que en realidad eran empresas de colonización. Ese mismo partió para fundar el comptoir (territorio en un país extranjero en el que se favorece el comercio con los vecinos) de Tadoussac (en la actualidad, Quebec) con su amigo Pierre Chauvin de Tonnetuit (fallecido en 1603).
En 1603 Enrique IV nombró a Pierre Dugua su teniente general en América septentrional («Lieutenant général en Amérique septentrionale»), y le concedió el derecho exclusivo para colonizar las tierras de América del Norte entre los 40-60° de latitud norte y también el monopolio del comercio de pieles en esos territorios, para compensar los costos de establecer una colonia. A su vez, Dugua prometió llevar 60 nuevos colonos cada año a lo que se llamaría l'Acadie.
En 1604 Dugua organizó una expedición de 74 colonos, que dirigió en persona, al sureste de Canadá, donde estuvo acompañado por Samuel de Champlain —que participó como explorador, geógrafo y cartógrafo—, el barón de Poutrincourt (1557–1615), el sacerdote Nicolas Aubry, Louis Hébert (ca. 1575–1627), Mathieu de Costa —un legendario multilingüista y el primer hombre negro del que se sabe que puso un pie en América del Norte—, y un miembro del clero protestante.
Ninguna mujer o niño irá en esa expedición que se esperaba durase varios años. Hacía falta encontrar primero el lugar y luego probar las condiciones de acogida: la calidad del suelo, el clima, las relaciones con los indígenas... En 1604, Dugua instaló el primer asentamiento en Acadia, en la Isla Saint Croix (hoy Maine), en el fondo de la bahía de Fundy. Pero el terrible invierno sufrido por los primeros colonos, que ocasionó muchas bajas, le llevó en el mes de agosto de 1605 a trasladar la colonia a un sitio más apropiado en el que Champlain y Gravé-Dupont habían reparado: será Port-Royal, un lugar protegido de los vientos del noroeste y situado en un lagoon de la misma bahía de Fundy (ahora conocido como el valle de Annapolis Royal, en Nueva Escocia, cerca de Digby).
En 1606, Hendrick Lonck, el primer capitán de la Compañía Neerlandesa de las Indias Occidentales que alcanzó el Nuevo Mundo, abordó dos de los barcos de Dugua y saqueó las pieles y municiones. El asentamiento de Port-Royal sobrevivió y prosperó un poco hasta 1607, cuando las continuas quejas de otros comerciantes, privados de comerciar con pieles, consiguieron que el rey Enrique IV suspendiese el monopolio comercial concedido a Dugua.
En 1607 la aventura se terminó y todo el mundo debió de volver a Francia, a pesar de la última tentativa que había hecho Dugua de Mons, unos dos años antes, haciendo un informe con el que trató de evitar ese resultado. Dunga ya nunca volverá a América, pero seguirá invirtiendo, a fondo perdido, a fin de establecer una colonia francesa.

## Financiero y gobernador
Al año siguiente, habiendo obtenido, solo por un año, una reconducción del monopolio (el único modo de financiar una colonia, ya que el rey no le concedió ninguna subvención), Pierre Dugua será el instigador y financiador de otra vasta empresa, más al norte, que confió a Samuel de Champlain, desde entonces su lugarteniente en la Nueva Francia, que se emplazaría en el gran río de Canadá, en el lugar que el teniente encontrara más apropiado para un primer puesto de colonización. El lugar elegido por Champlain fue Quebec, adonde llegó el 3 de julio de 1608 con 27 compañeros.
En 1610, la reanudación del conflicto entre católicos y protestantes, después del asesinato de Enrique IV, durante la regencia de María de Médici, obligará a Pierre Dugua de Mons a renunciar a su título de «Teniente General de la Nueva Francia».
Luego será gobernador de la ciudad protestante de Pons de 1610 a 1617. Murió en 1628 en su castillo en las Ardenas, en Fléac-sur-Seugne (Charente-Maritime).

## Reconocimientos

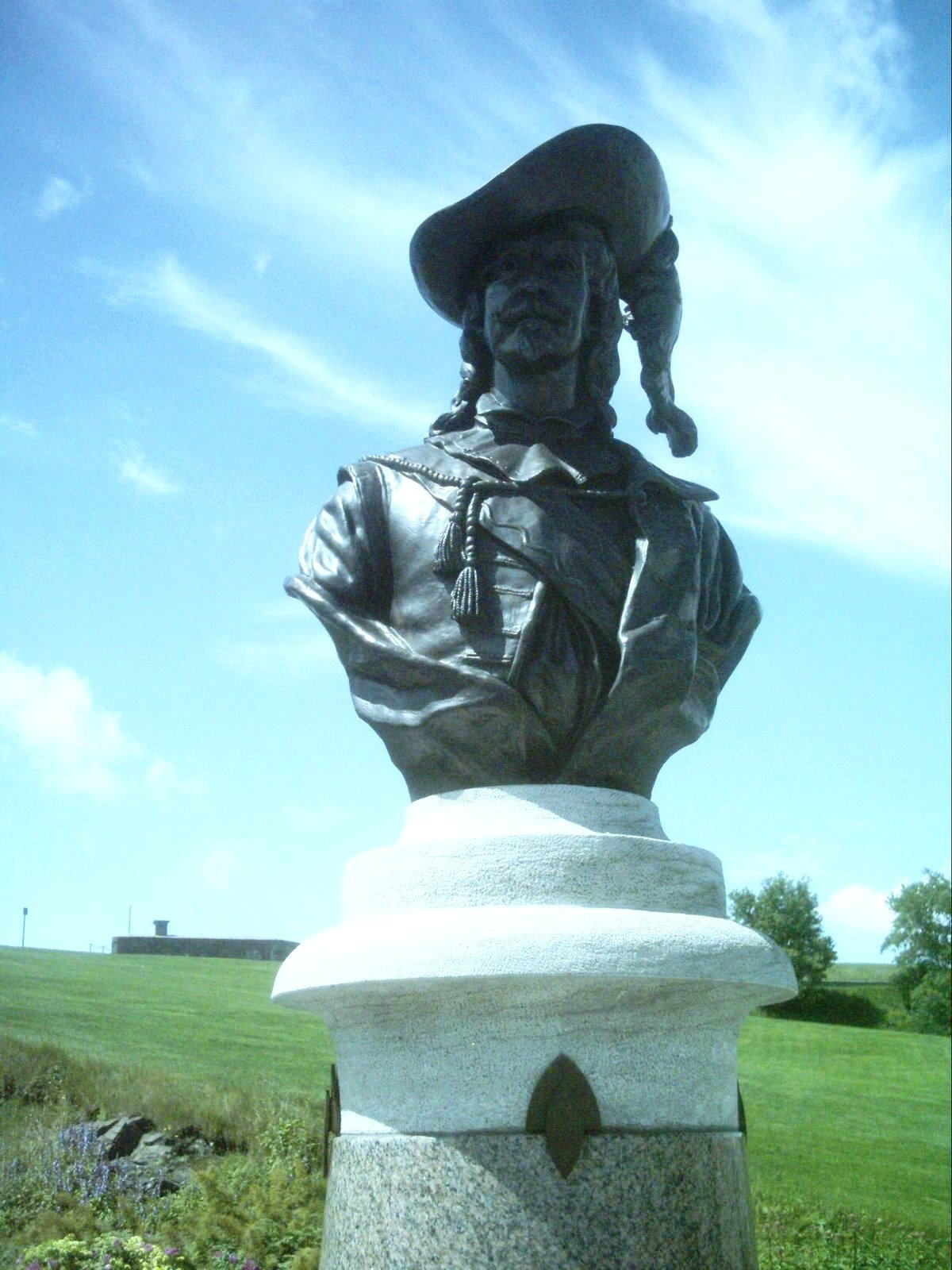
Otra vista del monumento en Quebec

Con ocasión de las conmemoraciones del 400º aniversario de Quebec, el historiador Marcel Trudel afirmó que sin Dugua de Mons, la fundación de la ciudad hubiera sido imposible. Por su parte, el historiador Gaston Deschênes negó que se redujese así la importancia del papel de Champlain.
El 3 de julio de 2007, la ciudad de Quebec erigió un destacado monumento a la memoria de Pierre Dugua de Mons, gracias al trabajo durante 10 años de investigación del historiador M. Grenon, con la presencia de una delegación oficial de Royan.

## Citas
Cuando todo parecía perdido para Francia en América, fue a Pierre Dugua Nueva Francia a quién debe su supervivencia.
Jean Glénisson

Se puede presumir que sin él (de Mons) no habría habido Champlain.
Marcel Trudel

Rendir a Dugua de Mons el homenaje que le corresponde de ninguna manera ensombrece a Champlain. Al contrario, es alentador ver que la perfecta armonía de estos dos hombres, uno católico y el otro protestante, en vista de la creación de Quebec, causa que les tentó el corazón, tanto al uno como al otro. Fue juntos que triunfaron sobre la terrible coalición de intereses de los comerciantes rivales que se oponían a su destino.
Maxime le Grelle s.j., ancien curé de Brouage

| Predecesor: Troilus de la Roche-Mesgouez | Teniente general de la Nueva Francia 1603–1610 | Sucesor: Carlos de Borbón, conde de Soissons |